# 徹甲弾

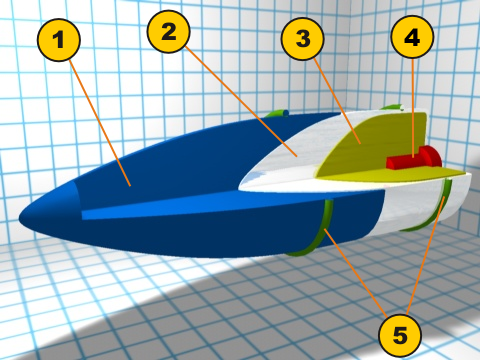
徹甲弾
1：被帽
2：弾芯（タングステン、ステンレス、劣化ウラン）
3：炸薬（TNT, RDX, HMX）
4：信管
5：弾帯

徹甲弾（てっこうだん、英語: armor-piercing shot and shell）は、装甲を貫通させるために設計された砲弾である。艦砲・戦車砲・航空機関砲等で用いられる。弾体の硬度と質量を大きくして装甲を貫くタイプ（AP, APHE）と、逆に弾体を軽くして速度を高めて運動エネルギーで貫くタイプ（HVAP, APDS, APFSDS）が存在するが、本項では主に前者について述べる。

## 理論
徹甲弾を侵徹の様式から分類すると、弾体が損傷を受けず健全なまま侵徹が生じる徹甲弾と、弾体が消耗する徹甲弾に分けられる。

### 弾体が健全な徹甲弾
徹甲弾の運動について定式化した最初の理論はBenjamin Robins（英語版）および、Leonhard Eulerによって提案された。この理論では、徹甲弾の運動はニュートンの運動方程式に従って等加速度運動するものとして取り扱った。すなわち、徹甲弾は徹甲弾の材質と寸法、および装甲の強度によって徹甲弾の加速度が決定され、停止するまでの距離が弾体の性能に相当する。等加速度運動であるため、侵徹深さは衝突速度の2乗に比例する。一方、Jacob de Marreの式などの徹甲弾の貫通深さと衝突速度の関係についての経験則では、貫通深さは衝突速度の1.3~1.4乗に比例し、2乗とはならない。
Jean-Victor Ponceletは1835年、侵徹の各瞬間での速度が弾体の加速度に影響するモデルを提案した。弾体の加速度{\displaystyle a}は、
{\displaystyle a=C+BV^{2}}
と表される。ここで、{\displaystyle V}は弾体の速度、{\displaystyle C}は装甲強度に比例する定数、{\displaystyle B}は弾体の速度によって生じる抵抗に比例する定数である。Euler-Robins、Ponceletのいずれの理論も、徹甲弾の性能を徹甲弾の運動に基づいて導出しており、侵徹深さ{\displaystyle P}はそれぞれ
{\displaystyle \mathrm {Euler-Robins} :P={\frac {V_{0}^{2}}{2C}}}
{\displaystyle \mathrm {Poncelet} :P={\frac {1}{2B}}\ln {\left(1+{\frac {BV_{0}^{2}}{C}}\right)}}
と表される。上式中の{\displaystyle B}、{\displaystyle C}は弾体の形状、密度、装甲の密度、強度に依存する定数である。弾体が健全な徹甲弾では広い速度範囲についてPonceletの式が成り立つ。Forrestalは上式の定数項と弾体の形状、密度、装甲の密度、強度の関係を解析的に検討した式を提案した。Forrestalは、装甲の強度が弾体の運動に与える影響をCavity expansion analysisを用いることで評価した。
Cavity expansion analysisには種々の形式があるものの、装甲が非圧縮性でキャビティ形状が球状であるときには、上式の{\displaystyle C}は
{\displaystyle C={\frac {R_{t}S}{m}}}
{\displaystyle R_{t}={\frac {2\sigma _{t}}{3}}\left[1+\ln {\left({\frac {2E}{3\sigma _{t}}}\right)}\right]}
として与えられる。ここで、{\displaystyle m}は弾体の質量、{\displaystyle S}は弾体の断面積、{\displaystyle \sigma _{t}}は装甲材料の降伏応力、{\displaystyle E}は装甲材料のヤング率である。
AndersonおよびWalkerはこの手法はAPFSDSにおいても装甲の強度の影響を適切に扱えることを報告している。

### 弾体が消耗する徹甲弾
APFSDS、HEAT（成形炸薬）といった高速度で侵徹が生じる徹甲弾では、装甲から受ける抵抗により弾体の塑性変形・消耗が生じる。この時、侵徹速度は弾体の速度とは異なるために上記議論では侵徹深さを求めることが出来ない。Birkhoff、McDougall、Pugh、Taylorは成形炸薬のような弾体が柔らかく、また衝突速度が高いために装甲の強度を考慮しなくてもいい侵徹が生じる場合について、運動量保存則に基づいて立式し、流体力学的な取り扱いにより侵徹速度と侵徹深さを導出した。このような背景から、弾体が消耗する侵徹はHydrodynamic penetrationと呼ばれる。
Birkhoffらの理論によれば、侵徹速度（弾体先端の速度）{\displaystyle u}と弾体速度（弾体後端の速度）{\displaystyle v}の間には
{\displaystyle {\frac {1}{2}}\rho _{p}\left(v-u\right)^{2}={\frac {1}{2}}\rho _{t}u^{2}}
の関係があり、上式から定まる侵徹速度と弾体が消失するまでの時間から、侵徹深さ{\displaystyle P}は
{\displaystyle P/L={\sqrt {\frac {\rho _{p}}{\rho _{t}}}}}
と表される。ここで、{\displaystyle \rho _{p}}、{\displaystyle \rho _{t}}は弾体および装甲の密度であり、{\displaystyle L}は弾体の初期長さである。このことは、十分に高速な速度域では、その侵徹深さは弾体の、装甲の密度と弾体の初期長さによって決まることを示している。
一方、APFSDSのような弾体の強度が高く、衝突速度が低い弾体では、弾体、装甲の強度が侵徹速度、侵徹深さに影響しうる。TateおよびAlekseevskiiは弾体と装甲の強度を考慮したモデルを独立に提案している。本モデルに基づけば、衝突速度が十分に高いとき、侵徹深さは密度比によって決定されるものの、APFSDS程度の速度域(1~2 km/s)では、装甲の強度はその侵徹深さに大きく影響する。
AndersonおよびWalkerはこのような弾体が消耗する侵徹を連続体力学の観点から取り扱い、弾体が消耗する侵徹と弾体が健全な侵徹とを統一的に取り扱うモデルを提案している

### その他
初期の徹甲弾は、艦砲で発達が始まり、「相手の装甲より硬く、そして充分に重い砲弾をぶつけてやれば装甲は破壊できる。さらに矢のように先端を尖らせておけば突き刺さりやすい」と言う思想で開発されていた。そして敵艦の舷側装甲水線部を打ち破ることが目的とされた。
しかし、表面硬化装甲が開発されると、正撃の場合は弾体が砕け、斜撃の場合は砲弾が滑るという事態が発生するようになった。これにより日露戦争時頃には戦艦主砲砲弾の対戦艦貫通力は不足した。
そのため、先頭を丸くし、金属板や軽金属で作られたキャップを取り付けることで、着弾時の衝撃による弾体の破壊を防ぎ、相手の装甲への食い付きを良くした被帽付き徹甲弾が開発され、以後の主流となった。また加工された被帽は着弾時に潰れながら、装甲表面硬化層に対して破砕を及ぼし、弾体の貫通を助ける。これらにより艦砲の砲弾は第一次世界大戦頃には貫徹力が増大した。
また弾道を安定させ、空気抵抗を減らすための先端が尖った被帽（仮帽・風帽）も砲弾頭部に取り付けられた。これは弾着時には飛散して外れ、残った貫通用の被帽と共に弾体が相手の装甲へ食い込んだ。

## 歴史
大砲および装甲と共に発達してきた砲弾であるが、第二次世界大戦中のドイツ軍のレクリング有翼弾や、日本軍の九一式徹甲弾、アメリカ軍の大重量砲弾（Super Heavy Shell, SHS）で一つの頂点に達したと言える。鉄（鋼）の装甲を貫く徹甲弾の材質は特に高強度、高靭性が求められる。

## 構造
徹甲弾は、金属板や軽金属で作られた被帽と鋼鉄で作られた弾体から構成される。弾体の中に少量の炸薬を詰め込み、貫徹後の内部破壊を期待する徹甲榴弾も用いられる。
| 画像 | 名称                                | 特徴 |
| ---- | ----------------------------------- | --- |
|      | 徹甲弾                              | 運動エネルギーで装甲を貫徹する。 |
|      | 被帽付徹甲弾（APC）                 | 先端に軟鋼の被帽（左図の灰色部）を付け、着弾時の跳弾を防ぐ。                                                                          |
|      | 仮帽付徹甲弾（APBC）                | 先端に空気抵抗軽減用の仮帽（左図の青線部）がある。                                                                                    |
|      | 仮帽付被帽付徹甲弾 （APCBC）        | 先端に軟鋼の被帽（左図の灰色部）及び空気抵抗軽減用の仮帽（左図の青線部）がある。                                                      |
|      | 硬芯徹甲弾/高速徹甲弾 （APCR/HVAP） | 硬芯部が重金属（左図の青色部）であり、外皮は相対的に軽い金属でできている。 着弾時に硬芯部のみが装甲貫徹することを目的としている。     |
|      | 徹甲榴弾 （APHE）                   | 徹甲弾の内部に炸薬（左図の赤色部）を有する。 遅延信管を備え、弾体が装甲を貫徹して、目標の内部に入ってから爆発するよう設定されている。 |
|      | 装弾筒付徹甲弾 （APDS）             | 装弾筒（左図の茶色部）を有する。 発射後、装弾筒は外れ、弾体（青色部）のみが飛翔・着弾する。                                           |
|      | 装弾筒付翼安定徹甲弾 （APFSDS）     | 装弾筒（左図の茶色部）を有する。 発射後、装弾筒は外れ、弾体（青色部）が飛翔・着弾する。安定翼により飛翔中の安定を確保する。           |